# John Wayne Parr
Wayne Gregory Parr, meglio noto come John Wayne Parr (25 maggio 1976), è un kickboxer, pugile e thaiboxer australiano.
Soprannominato "The Gunslinger" (Il pistolero), è stato campione del mondo di kickboxing in dieci occasioni e secondo classificato al reality The Contender Asia.

## Carriera
Nel 2007 ha partecipato al reality show The Contender Asia, arrivando in finale, dove è stato sconfitto da Yodsanklai Fairtex su decisione unanime dei giudici.
John Wayne è anche istruttore di Thai Boxe, nella Boonchu Gym.

## Palmarès
- 2010 Campione del Mondo Muaythai WKN Pesi Superwelter
- 2008 Campione International Kickboxer Magazine World Championship
- 2007 Campione del Mondo di Muaythai WMC Pesi Medi
- 2005 Campione del Mondo WKBA Pesi Welter
- 2004 Campione del Mondo di Muaythai S-1 Pesi medi
- 2002 Campione K-1 Oceania MAX 2002
- 2001 Campione d'Australia di Pugilato Pesi medi
- 2001 Campione IMF Kings Cup
- 2000 Campione IMF Kings Cup Pesi Medi
- 2000 Campione del Mondo di Muaythai ISKA Pesi Medi
- 1999 Campione Kings Cup
- 1999 Campione d'Australia WMTC (oggi WMC) Pesi Medi Junior
- 1997 Campione Kings Cup
- 1994 Campione d'Australia WKA Pesi Superleggeri
- 1992 Campione del Sud Pacifico WKA Pesi Superleggeri

## Riconoscimenti
- Miglior lottatore WMC farang in Thailandia (1997)[3]
- Lottatore dell'anno, per la rivista International Kickboxer Magazine (2004)
- Lottatore dell'anno, per la rivista IronLife Magazine (2004)